# João Evangelista Pereira da Costa
João Evangelista Pereira da Costa fou un mestre compositor de música portuguès, d'últims del segle xviii i principis del XIX.
És autor de diverses òperes, entre elles Egilda de Provenza, per la que va tenir un litigi amb el mestre Mercadante, del qual en sortí guanyador. El 1828 s'executà en el Teatro Nacional de São Carlos de Lisboa l'obra Tributo e virtude, de la seva composició.